# Arnold Östman
Arnold Otto Natanael Östman (* 24. Dezember 1939 in Malmö; † 15. August 2023 in Stockholm) war ein schwedischer Dirigent und Musikmanager.

## Karriere
Östman besuchte das Konservatorium in Vadstena, dessen künstlerischer Leiter er ab 1970 war. 1974 wechselte er als künstlerischer Leiter zur NorrlandsOperan, die er bis 1978 leitete. Von 1979 bis 1992 war er als Musikmanager und Dirigent am Schlosstheater Drottningholm tätig.
Bekannt ist Östman vornehmlich für seine Verdienste um die Opern Mozarts. Darüber hinaus erwies er sich als verdienstvoller Sachwalter der Werke Mendelssohns.
Außerhalb seiner Heimat leitete er diverse Orchester, darunter in London jenes von Covent Garden, verschiedene auch in Wien, Parma, Paris, Triest, Köln, Bonn, Toulouse, Nizza, Wexford, Madrid, Washington, D.C. und Lausanne.